# Mannaja all'ingegneri
Mannaja all'ingegneri è un album discografico  di Otello Profazio, pubblicato in Italia nel 1978.

## Tracce
Lato A
1. Tarantella cantata
2. La crozza
3. La grazia
4. La canzone del ciuccio
5. La pecorella
6. Lamento di carrettiere
7. Gioiuzza cara
8. Storia di re bifè

Lato B
1. Mannaja all'ingegneri
2. Qua si campa d'aria
3. Guvernu ‘Talianu
4. Calabria pianto antico
5. Belli missili
6. Lingua e dialetto